# Paul Stalteri
Paul Stalteri (ur. 18 października 1977 w Etobicoke) – kanadyjski piłkarz występujący na pozycji obrońcy, obecnie bez klubu.
Stalteri rozpoczynał swoją piłkarską karierę na Uniwersytecie w Clemson w 1996. Po roku został zauważony przez skautów profesjonalnego klubu Toronto Lynx, z którym podpisał zawodowy kontrakt. Po roku gry (8 bramek i 2 asysty) stał się podstawowym zawodnikiem klubu. W 1998 przeniósł się do Europy, gdzie występował na początku w rezerwach Werderu Brema. Debiut w pierwszym zespole, w Bundeslidze, zaliczył w sierpniu 2001, kiedy to w meczu z Energie Cottbus strzelił nawet bramkę. W kolejnych sezonach przebił się do pierwszego składu, występował z drużyną w europejskich pucharach. W sezonie 2003/2004 został pierwszym kanadyjskim piłkarzem, który zdobył mistrzostwo Niemiec. Latem 2005 został niespodziewanie sprzedany do Anglii, do której ściągnął go menedżer Tottenhamu Martin Jol.
31 stycznia 2008 Stalteri przeszedł na zasadzie wypożyczenia do Fulham F.C., a latem powrócił do Tottenhamu, by w styczniu 2009 przejść do Borussii Mönchengladbach.
Paul Stalteri jest podstawowym zawodnikiem i kapitanem reprezentacji Kanady. Zadebiutował w niej 17 sierpnia 1997 roku w meczu przeciwko Iranowi. Jego obecny bilans w kadrze to 84 meczów i 7 goli.

## Gole w reprezentacji
| L.p. | Data              | Miejsce    | Gospodarz  | vs | Gość      | Wynik | Bramki | Uwagi                 |
| ---- | ----------------- | ---------- | ---------- | -- | --------- | ----- | ------ | --------------------- |
| 1.   | 2 czerwca 1999    | Edmonton   | Kanada     | -  | Gwatemala | 2-0   | Gol    | Canada Cup            |
| 2.   | 14 listopada 2001 | Valletta   | Malta      | -  | Kanada    | 2-1   | Gol    | mecz towarzyski       |
| 3.   | 15 maja 2005      | St. Gallen | Szwajcaria | -  | Kanada    | 1-3   | Gol    | mecz towarzyski       |
| 4.   | 12 lutego 2002    | Trypolis   | Libia      | -  | Kanada    | 2-4   | Gol    | mecz towarzyski       |
| 5.   | 29 marca 2003     | Tallinn    | Estonia    | -  | Kanada    | 2-1   | Gol    | mecz towarzyski       |
| 6.   | 12 lipca 2003     | Foxborough | Kanada     | -  | Kostaryka | 1-0   | Gol    | Złoty Puchar CONCACAF |
| 7.   | 25 marca 2007     | Hamilton   | Kanada     | -  | Bermudy   | 3-0   | Gol    | mecz towarzyski       |